# Фотоимпрессионизм
Фотоимпрессиони́зм — направление в изобразительном искусстве, сочетающее в себе художественное начало и высокие технологии.
Название «фотоимпрессионизм» изначально было одним из синонимов для пикториализма, но в нынешнее время под ним понимается синтез фотографии, изобразительного искусства и рекламы.
Цель фотоимпрессиониста — усилить впечатление (impression) от фотографии за счёт её перевода в цифровую форму (или создания в такой форме), последующей компьютерной обработки и дальнейшего полиграфического воспроизведения на выбранной автором подложке.
Принципы фотоимпрессионизма:
- В основе работы — оригинальная фотография, сделанная лично автором (не считаются оригиналами работы, основанные на чужих фотографиях).
- Задача автора — передать своё впечатление средствами обработки целостного изображения; обычно обработка не должна искажать пропорций или выделять отдельные части снимка (процессы с искажением пропорций или выделением отдельных частей называются иначе).
- Палитра автора — компьютерные программы обработки изображений, используемые для всего поля снимка, чтобы сформировать целостное впечатление, и компьютерно-полиграфические технологии, позволяющие перенести работу на выбранную автором подложку.
- Работа считается таковой только в виде полиграфического произведения, компьютерные варианты не являются законченными произведениями в жанре фотоимпрессионизма.
- Оригиналом считается работа, подписанная автором, с указанием даты.